# Doniphan (Nebraska)
Doniphan é uma vila localizada no estado americano de Nebraska, no Condado de Hall.

## Demografia
Segundo o censo americano de 2000, a sua população era de 763 habitantes.
Em 2006, foi estimada uma população de 762, um decréscimo de 1 (-0.1%).

## Geografia
De acordo com o United States Census Bureau, a localidade tem uma área de 1,2 km², sem área coberta por água. Doniphan localiza-se a aproximadamente 592 m acima do nível do mar.

## Localidades na vizinhança
O diagrama seguinte representa as localidades num raio de 20 km ao redor de Doniphan.